# Dirk al II-lea de Olanda
Dirk al II-lea (n. 920/930 – d. 6 mai 988) a fost conte de Frizia (la apus de Vlie) și de Olanda.

## Părinții
Dirk a fost fiul contelui Dirk I de Olanda cu Geva (sau Gerberga).

## Cariera
În 983, împăratul Otto al III-lea i-a confirmat lui Dirk drepturile asupra proprietăților și teritoriilor din comitatele de Maasland, Kinhem (Kennemerland) și Texla (Texel), extinzându-și astfel dominația asupra întregii coaste a Olandei (ca și în interior). Contele Dirk al II-lea a edificat o fortăreață în apropiere de Vlaardingen, care ulterior va deveni locul de bătălie dintre nepotul său, Dirk al III-lea și o armată imperială sub conducerea ducelui Godefroi al II-lea de Lotharingia.
Dirk a reconstruit abația de Egmond și biserica sa de lemn a fost reedificată în piatră, pentru a adăposti moaștele Sfântului Adalbert, proiectul fiind început în 950. Adalbert nu era bine cunoscut la acea vreme, însă s-a spus despre el că ar fi predicat creștinismul în imediata apropiere două secole mai devreme. Abația a fost acordată unei comunități de călugări benedictini din Gent, care le-au înlocuit pe călugărițele provenite din Egmond, probabil după 970. Fiica sa Erlinta (sau Erlinda) a devenit a nou fondatei abații Bennebroek.

## Familia
Dirk a fost căsătorit cu Hildegarda (considerată a fi fiică a contelui Arnulf I de Flandra, în baza numelor acordate copiilor ei), cu care a avut trei copii cunoscuți. Fiul lui Arnulf va deveni conte de Olanda și Frizia după moartea lui Dirk. Fiul mai mic, Egbert a devenit arhiepiscop de Trier din 977. Fiica lui Erlinda a fost abatesă de Egmont, iar apoi de Bennebroek.
Dirk a murit în 988 și a fost înmormântat în biserica de piatră de la Egmond, pe care el a construit-o în acel loc. Hildegarda a murit doi ani mai târziu, fiind înmormântată în același loc.